# Agoi
Die Sprache Agoi (ibami, ro bambami, wa bambani und wagoi; ISO 639-3 ist ibm) ist eine nigerianische Sprache, die von 12.000 Einwohnern des Bundesstaates Cross River gesprochen wird.
Sie zählt zur Delta-Cross-Sprachgruppe der Cross-River-Sprachen innerhalb der Sprachfamilie der Niger-Kongo-Sprachen.
Mit den Sprachen Bakpinka [bbs] und Doko-Uyanga [uya] bildet Agoi die Sprachgruppe Agoi-Doko-Iyoniyong.